# Планина Терор (Антарктик)
Планина Терор је велики штитасти вулкан који чини источни део Росовог острва, код обале Антарктика. Углавном је покривен снегом и ледом. Терор је други по величини од четири вулкана који чине Росово острво, удаљен 30 km западно од Еребуса, највећег вулкана на острву. 
Вулкан је добио назив према другом броду истраживача Антарктика Џејмса Кларка Роса. Капетан тог брода био је Френсис Крозије, по коме је оближњи рт Крозије добио име.